# Copiapó
Si cerqueu l'esfondrament a la mina de San José, visiteu l'article Accident a la mina de Copiapó de 2010.
Copiapó és una ciutat xilena, capital de la província homònima i de la regió d'Atacama.
Va ser fundada oficialment per José Antonio Manso de Velasco el 8 de desembre de 1744, amb el nom de San Francisco de la Selva de Copiapó.
Acollí diverses etapes del Ral·li Dakar durant la fase sud-americana de la cursa.

## Esdeveniments històrics
- 1536: Diego de Almagro inicia la conquesta de Xile i arriba a la Vall de Copayapú (Vall de Copiapó) creuant els Andes.
- 1540: Pedro de Valdivia es declara posseïdor del territori al sud de la Vall.
- 1744: el 8 de desembre és la fundació oficial de la ciutat, amb el nom de San Francisco de la Selva de Copiapó.
- 1851: arriba el primer ferrocarril d'Amèrica del Sud, que va fer el trajecte Caldera - Copiapó.
- 1859: Pedro León Gallo Goyenechea organitza una revolució contra el Govern conservador de Manuel Montt Torres.
- 1879: el 3 de març el batalló Atacama surt de l'estació de Copiapó en direcció a Caldera, a les ordres del Coronel Juan Martínez, per enfrontar-se a les tropes peruanes i bolivianes en la Guerra del Pacífic.
- 1934: s'organitza l'Asociación Minera de Copiapó, originada el 1848.
- 1976: l'1 de gener s'inicia el procés de regionalització i la ciutat passa a ser oficialment la capital d'Atacama.
- 1994: comença l'explotació del jaciment de coure de Minera Candelaria, part del creixement miner i econòmic d'Atacama juntament amb La Coipa, Ojos del Salado, Can-Can i d'altres.
- 2009 i 2010: hi passa el Ral·li Dakar 2009 i el de 2010.
- 2010: el 5 d'agost s'esfondra el jaciment miner de San José, deixant atrapats 33 treballadors a 700 metres sota terra.

## Personatges cèlebres
- Charles Darwin, científic anglès; va viure-hi durant un any, realitzant investigacions
- René Schneider, Comandant en Cap de l'exèrcit de Xile
- Marcelo Vega, futbolista nascut a Copiapó